# Parochthiphila kimmerica
Parochthiphila kimmerica is een vliegensoort uit de familie van de Chamaemyiidae. De wetenschappelijke naam van de soort is voor het eerst geldig gepubliceerd in 1968 door Tanasijtshuk.